# Internationaler Flughafen Limatambo

i7
i11
i13
Der Internationale Flughafen Limatambo war der internationale Flughafen der peruanischen Hauptstadt Lima. Er wurde am 3. November 1935 durch Staatspräsident Oscar R. Benavides eröffnet und wurde geschlossen, als 1960 der neue Flughafen Lima-Callao eröffnet wurde. Heute ist das Terminal der Sitz des Innenministeriums von Peru, wobei die ehemaligen Start- und Landebahnen in der Stadt in die Avenida Guardia Civil und die Avenida José Gálvez Barrenechea integriert wurden.